# الحرمان البحري
الحرمان البحري هو مصطلح عسكري يصف محاولات حرمان العدو من استخدام قدراته البحرية دون أن يحاول بالضرورة التحكم في البحر لاستخدامه الخاص. إنها إستراتيجية أقل طموحًا من السيادة البحرية ويمكن تنفيذها بواسطة حرب غير متكافئة أو عن طريق الحفاظ على الأسطول في الوجود يهدد بالقيام بالعمليات الهجومية دون القيام بها فعليًا. 
خلال الحرب العالمية الأولى والحرب العالمية الثانية، تابعت ألمانيا الحرمان البحري باستخدام غواصات يو بسبب التفوق الكبير للقوات السطحية للبحرية الملكية، لم يكن لدى القوات البحرية الإمبراطورية الألمانية (في الحرب العالمية الأولى) وكريغسمارينه (في الحرب العالمية الثانية) أمل كبير في السيطرة على أعالي البحار، ولكن مع الغواصات كان الألمان يأملون في هزيمة البريطانيين عن طريق خنق وصولهم الحاسم إلى التجارة المنقولة بحرا. في كلا الحربين، قاومت المملكة المتحدة الاستراتيجية الألمانية بنجاح من خلال الجمع بين التقنين الصارم وتطوير الأسلحة والتقنيات المضادة للغواصات. خلال الحرب الباردة، استثمر الاتحاد السوفيتي بكثافة في الغواصات وكان من المحتمل أن يتبع إستراتيجية مماثلة للحرمان البحري لو تصاعدت التوترات مع قوات حلف شمال الأطلسي لفتح الحرب. 
منذ الحرب العالمية الثانية، كانت المثال الأكثر شهرة تاريخياً لاستراتيجية الحرمان البحري التي شملت ما يسمى بـ " حرب الدبابات "، حيث سعت إيران والعراق إلى إغلاق الخليج العربي. 